# Перибея (дочь Гиппоноя)
Перибея (др.-греч. Περίβοια) — персонаж древнегреческой мифологии.
Дочь Гиппоноя из Олена («на скале Оленийской» в Элиде, около брега реки Пира). Вторая жена Ойнея.
Соблазнена Гиппостратом, и Гиппоной послал её к Ойнею, поручив убить её; либо соблазнена Ойнеем. Согласно «Фиваиде», Ойней взял её как награду при завоевании Олена. Гигин называет её «пленница».
По рассказу Диодора, Перибея забеременела от Ареса, Гиппоной отправил её к Ойнею и поручил убить, но тот женился на ней, она родила Тидея.
Действующее лицо трагедий Софокла «Гиппоной» и Пакувия «Перибея».